# Орисангас
Орисангас (порт. Ouriçangas) — муниципалитет в Бразилии, входит в штат Баия. Составная часть мезорегиона Северо-центральная часть штата Баия. Входит в экономико-статистический микрорегион Фейра-ди-Сантана. Население составляет 7877 человек на 2006 год. Занимает площадь 148,166 км². Плотность населения — 53,2 чел./км².

## Статистика
- Валовой внутренний продукт на 2003 год составляет 14 742 223,00 реала (данные: Бразильский институт географии и статистики).
- Валовой внутренний продукт на душу населения на 2003 год составляет 1910,85 реалов (данные: Бразильский институт географии и статистики).
- Индекс развития человеческого потенциала на 2000 год составляет 0,618 (данные: Программа развития ООН).